# Tongatapu 5
Tongatapu 5 es un distrito electoral para la Asamblea Legislativa de Tonga. Se estableció para las elecciones generales de noviembre de 2010, cuando los distritos electorales regionales multi-escaños para Representantes Populares fueron reemplazados por distritos electorales de un solo asiento, eligiendo a un representante. Ubicada en la parte centro-occidental de la isla principal del país, Tongatapu, abarca las aldeas de Kanokupolu, Haʻatafu, Kolovai, Haʻavakatolo, ʻAhau, Foʻui, Teʻekiu, Masilamea, Nukunuku, Matafonua, Matahau, Vaotuʻu, Fahefa, Kalaʻau, Haʻutu, and ʻAtata.
Su primer representante en 2010 fue ʻAisake Valu Eke, quien no era miembro de ningún partido político, y era un parlamentario por primera vez. De los diez distritos electorales de Tongatapu, Tongatapu 5 fue el único en el que no ganó el Partido Democrático de las Islas Amigas, pero Eke fue visto como un prodemocracia independiente del partido, e incluso había considerado postularse como miembro del partido. Para las elecciones de 2014, hizo exactamente eso y retuvo su escaño, esta vez para el Partido Democrático.

## Miembros del Parlamento
| Año de Elección | Miembro          | Partido                                 |
| --------------- | ---------------- | --------------------------------------- |
| 2010            | ʻAisake Valu Eke | Independiente                           |
| 2014            | ʻAisake Valu Eke | Partido Democrático de las Islas Amigas |
| 2017            | Losaline Ma'asi  | Partido Democrático de las Islas Amigas |
| 2021            | ʻAisake Valu Eke |                                         |